# Rick Azevedo
Ricardo Cardoso Azevedo (Dianópolis, 15 de novembro de 1993), mais conhecido como Rick Azevedo, é um político e ativista brasileiro.
Filiado ao PSOL, foi eleito com 29.364 votos para vereador nas eleições municipais de 2024 no Rio de Janeiro, consagrando a 12ª posição. É o fundador do Movimento Vida Além do Trabalho, que defende o fim da escala de trabalho 6x1, e inspirou uma Proposta de Emenda Constitucional.

## Biografia
Já morou em Taipas do Tocantins e em Palmas. Após chegar no Rio de Janeiro, trabalhou como balconista de farmácia, o que motivou sua insatisfação com a carga de trabalho de 44 horas semanais. Também já trabalhou como auxiliar de serviços gerais, vendedor, frentista, e com atendimento ao público em academia e curso de idiomas. Além disso, alimentava suas redes sociais com conteúdo sobre o mundo pop.
Em setembro de 2023, publicou um vídeo na rede TikTok criticando a jornada 6x1, em que o trabalhador trabalha por seis dias e folga apenas um, comparando-a à uma escravidão moderna. Em poucas horas, o vídeo teve milhares de comentários e compartilhamentos, o que motivou a criação de um grupo de WhatsApp para coordenar ações. Com a repercussão e trabalho coletivo, ajudou a fundar o Movimento Vida Além do Trabalho, que defende a redução da jornada de trabalho e fim da escala 6x1, que garantiu ao ativista visibilidade na mídia. Com apoio de especialistas, lançou uma petição pública online foi lançada, que angariou 50 mil assinaturas em uma semana.
Se candidatou a vereador pelo PSOL e, nas eleições municipais em outubro de 2024, obteve mais de 29 mil votos. Foi o mais votado do partido, apesar de ser sua primeira eleição e de ter recebido menos financiamento para campanha do que outros políticos da mesma legenda.
Em maio de 2024, Rick foi convidado a participar de audiência pública da Câmara dos Deputados para debater a redução da jornada de trabalho e o fim da jornada 6x1.